# José Roca
José Antonio Roca García (24 maggio 1928 – 4 maggio 2007) è stato un allenatore di calcio e calciatore messicano, di ruolo difensore.
Nel 2005 è stato colpito da un ictus.

## Carriera
Da giocatore ha preso parte, con la Nazionale messicana, ai Mondiali 1950, 1954 e 1958.
Da allenatore ha guidato la Nazionale al campionato del mondo 1978, tenutosi in Argentina. È stato sulla panchina dell'América per 250 volte.

## Palmarès

### Giocatore

#### Competizioni nazionali
- Campionato messicano: 2

CD Zacatepec: 1954-1955, 1957-1958
- Coppa del Messico: 1

CD Zacatepec: 1956-1957
- Campeón de Campeones: 1

CD Zacatepec: 1958

### Allenatore

#### Competizioni nazionali
- Campionato messicano: 1

América: 1971
- Coppa del Messico: 1

América: 1974